# بيل أوبويل
بيل أوبويل (بالإنجليزية: Bill O'Boyle)‏ هو مدير فني أمريكي، ولد في 18 أكتوبر 1963 في دي موين في الولايات المتحدة.